# Logika (Asimov)
A Logika egy sci-fi novella, amit Isaac Asimov írt, s először az Astounding magazin 1941. áprilisi számában volt olvasható. Megjelent az Én, a robot és a Robottörténetek című novelláskötetekben is.

## Történet
|  | Itt a vége a cselekmény részletezésének! |

2015-ben Gregory Powell és Michael Donovan egy, a napenergiát a Földre továbbító űrállomáson készül felavatni a legújabb típusú robotot, Zsenit (ZSN–I.). Az ő feladata az állomáson tartózkodó többi robot felügyelete, irányítása és természetesen az energiasugár Földre irányítása volna. Nem sokkal a bekapcsolása után viszont nem hiszi el, hogy a két férfi rakta össze őt.
Pár nappal később már teljes elmélettel áll elő: Descartes-i gondolatmenettel kiokoskodja, hogy őt a Mester teremtette, akit előtte Powellék szolgáltak, de már letelt a szolgálatuk. Ezt a nézetet közli a többi robottal, akik így Zsenit prófétának tekintik, az embereknek pedig nem engedelmeskednek. Donovan ezen feldühödik és leköp egy L-csőt, ami a robotoknál szentségsértésnek számít, a két férfit bezárják. Közben elektronvihar közeledik az állomás felé, ami biztosan elállítja az energiasugarakat, ha nincs valaki aki felügyelje őket. Meglepő módon azonban Zseni irányban tartja a sugarakat, mivel szerinte ez a Mester akarata, ezzel bebizonyosodik, hogy világnézettől függetlenül el tudja végezni feladatát az állomáson.
|  | Itt a vége a cselekmény részletezésének! |

## Megjelenések

### angolul
1. Astounding, 1941. április
2. I, Robot (Gnome Press, 1950)
3. I, Robot (Digit, 1958)
4. A Century of Science Fiction (Simon & Schuster, 1962)
5. Space Odysseys (Futura, 1974)
6. Decade the 1940s (MacMillan UK, 1975)
7. Science Fiction of the 40's (Avon, 1978)
8. The Road to Science Fiction #3 (Mentor, 1979)
9. Isaac Asimov (Octopus, 1981)
10. The Complete Robot (Doubleday, 1982)
11. The Robot Collection (Doubleday, 1983)
12. Science Fiction: A Historical Anthology (Oxford University Press, 1983)

### magyarul
1. Én, a robot (Kossuth, 1966, ford.: Vámosi Pál)
2. A nyikorgó idegen (Móra, 1971, ford.: Vámosi Pál)
3. Robur #9, 1985. (ford.: Vámosi Pál)
4. Én, a robot (Móra, 1991, ford. Vámosi Pál)
5. Robottörténetek, I. kötet (Móra, 1993, ford.: Vámosi Pál)
6. Isaac Asimov teljes Alapítvány-Birodalom-Robot Univerzuma, I. kötet (Szukits, 2001, ford.: Vámosi Pál)
7. Én, a robot (Szukits, 2004, ford.: Vámosi Pál)

| Előző       | Sorozat                                               | Következő          |
| ----------- | ----------------------------------------------------- | ------------------ |
| Körbe-körbe | Robot sorozat Alapítvány–Birodalom–Robot regényciklus | Fogd meg a nyulat! |